# Sextett A-Dur op. 48 (Dvořák)
Das Sextett A-Dur für 2 Violinen, 2 Violen und 2 Violoncelli op. 48 schrieb Antonín Dvořák zwischen dem 14. und dem 27. Mai 1878 in Prag. Stilistisch ist es in enger Fühlung mit der tschechischen Volksmusik gehalten. Das ist mit den ersten internationalen Erfolgen der dvořákschen Kompositionen zu dieser Zeit zu erklären, die den Komponisten dazu veranlassten, seine Herkunft musikalisch besonders zu betonen.
Das Werk wurde am 29. Juli 1879 in Berlin von dem erweiterten Joachim-Quartett (Joseph Joachim, Hegemeister, Wirth, Kottek, Robert Hausmann, Diepert) uraufgeführt. 
Erschienen ist es bei Simrock in Berlin im September 1879.
Eine Aufführung des Werks dauert ca. 31 Minuten.

## Entstehungsgeschichte
Dvořák schrieb den ersten Satz in der Fassung der Partitur vom 14. bis zum 20. Mai, den zweiten bis zum 24., den dritten und den vierten bis zum 27. Mai 1878 nieder, sämtlich in Prag. Damit entstand das Sextett einen Monat nach der ersten Reihe der Slawischen Tänze und zwischen den zwei Slawischen Rhapsodien.

## Satzbeschreibungen

### 1. Satz: Allegro moderato
4/4-Takt, Tonart: A-Dur
Der erste Satz weist die übersichtliche Gliederung eines Sonatenhauptsatzes auf. Die Exposition verläuft trotz der Dvořák eigenen Weitläufigkeit der Themen standardmäßig, wobei der Schlussteil in der ersten Hälfte Zitate des Hauptthemas enthält und mit Andeutungen des Nebenthemas ausklingt. Letzteres leitet auch die Durchführung ein, in der ebenfalls leicht imitierende Anklänge des Hauptthemas zu vernehmen sind. Die Reprise wiederholt zunächst die gesamte Exposition. Einzige Abweichung ist die Verlegung des Nebenthemas und des Schlussteils von cis-Moll bzw. Cis-Dur nach fis-Moll bzw. Fis-Dur. Der Satz schließt mit einer schwungvoll gesteigerten Coda, die lediglich das Hauptthema zur Entwicklung bringt.

### 2. Satz: Dumka
Der zweite Satz Dumka, übrigens der erste dieser Art in Dvořáks Kammermusik, zeigt im Wesentlichen eine symmetrisch dreiteilige Rondoform, jedoch mit verdoppelten Eckteilen, in welchen stets eine ruhige Polka (Poco Allegretto, 2/4-Takt, d-Moll) mit fünftaktig gegliedertem Thema den Hauptteil übernimmt. Den Nebenteil bildet ein Tanzlied (Adagio, quasi tempo di marcia, 4/8-Takt, fis-Moll) mit östlichem, fast zigeunermäßigem Einschlag. In der Mitte des Satzes ist ein verträumtes Wiegenlied(Andante, 3/8-Takt, Fis-Dur) eingebettet. 

### 3. Satz: Furiant (Presto)
3/4-Takt, Tonart: A-Dur
Der dritte Satz trägt die Bezeichnung Furiant eigentlich ungerechtfertigt, da er nicht den für den gleichnamigen, tschechischen Volkstanz typischen Wechsel zwischen zwei- und dreitaktigem Rhythmus aufweist. Dennoch ist die Wahl dieser Satzbezeichnung durch Dvořák nachvollziehbar, erinnert er mit seinem rhythmischen Feuer doch an die Furiant-Sätze aus den Slawischen Tänzen, zu deren ersten sich sogar gewisse thematische Verwandtschaft feststellen lässt.

### 4. Satz: Allegretto grazioso, quasi Andantino
2/4-Takt, Tonart: h-moll → A-Dur
Der letzte Satz setzt sich aus einem Thema mit sechs Variationen zusammen. Das Thema hat ausgesprochen liedmäßigen Charakter. Die Variationen behalten im Wesentlichen den harmonischen Aufbau des Themas bei. In der  ersten Variation verbindet sich eine Achtelbewegung mit Triolen. In der zweiten Variation werden Sechzehntelpassagen kanonisch imitiert. In der dritten Variation wird das rhythmisierte Spiel des Solo-Violoncellos von gehaltenen Noten der übrigen Instrumente begleitet. Die vierte Variation zeigt ebenfalls eine Kombination von Achteln und Triolen, jedoch in anderer Anordnung als in der zweiten Variation. Die fünfte Variation bringt ruhevolle Klänge der Violinen, begleitet von auf- und abwogenden Sechzehntelfiguren und Achtel-Pizzicati. Die letzte Variation, eine breit ausgeführte Stretta, beschließt das Werk stürmisch.  